# Тернем-Грин (парк)

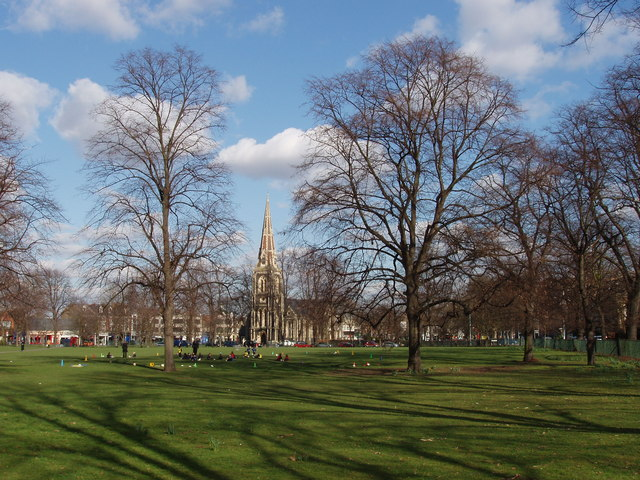
Парк Тернем-Грин и церковь Христова. Зима.
Вид с западной половины парка.

Публичный парк Тернем-Грин расположен в лондонском историческом предместье Чизик, в пределах слившегося с Чизиком в 1894 году дачного посёлка Тернем-Грин, от которого и унаследовал своё название. Парк имеет форму неправильного треугольника, вытянутого с запада на восток, со сторонами приблизительно 280х500х200 метров. Стороной в 280 метров он выходит на бывшую «Великую дорогу на Запад», ныне улицу Чи́зик Хай Ро́уд (Chiswick High Road), «одну из самых загруженных в западной части Лондона». Его координаты: 51°29′31″ с. ш. 0°15′58″ з. д.. Площадь парка составляет приблизительно 2,8 га.
Главная достопримечательность парка — церковь Христова (Christ Church, 1843), расположенная почти в центре парка, а также мемориал воинам-чизикцам (1922), павшим на фронтах Первой Мировой, вход к которому устроен с восточного угла.
Кроме того, активисты местного исторического общества, созданного в 2007 году, будируют вопрос об устройстве на территории парка памятного знака в честь произошедшей буквально на этом месте битвы времён Английской революции, — согласно их исследованиям, 13 ноября 1642 года именно здесь держали строй полки левого фланга войск свергнутого короля, стремительно наступавшего на непокорную столицу. Активисты иногда даже проводят пешие экскурсии к парку и устанавливают здесь временные стойки с информацией о битве.
В середине, с юга на север, парк пересекает улочка с односторонним движением — Та́ун-Холл авеню́, — ведущая от здания бывшей городской ратуши округа Чизик (Chiswick Town Hall) к улице Чизик Хай Роуд. Здание ратуши было построено в 1900 году и располагалось сразу за парком. Авеню делит парк на две части — восточную и западную.

### Церковь Христова
По сути, парк — первоначально публичная территория стоящей на восточной половине парка церкви Христовой, освящённой 27 июля 1843 года. Церковь воздвигнута на деньги, собранные по подписке среди прихожан Чизика, половина из которых жила уже довольно далеко (более 1 км) от единственной тогда в Чизике англиканской церкви — Св. Николая. В сентябре 1841 года был торжественно заложен краеугольный камень нового храма.
Строительство велось по проекту одного из самых плодотворных архитекторов Англии XIX века  (англ.) Джорджа Скотта, — автора более 800 воплощённых проектов, смелого реставратора религиозных построек в неоготическом стиле. В 1841 ему было лишь 30 лет, и он только-только начинал свой творческий путь. Однако, при строительстве церкви в Тернем-Грине, Скотт уже проявил свой отменный вкус к старине: церковь исполнена в «раннеанглийском стиле», в котором за строгой геометрией линий, под кажущейся простотой украшений, скрывается почти магическая мощь детально согласованных пропорций.
В 1877 году под руководством архитектора Брукса алтарная часть храма (апси́да) была перестроена: полукруглую форму сменили углы, вместо покатой крыши появилась двухскатная, вся апсида была вынесена к востоку, и к ней пристроены по два скромных портика с каждой стороны.
Однако и после перестройки церковь, как и в начале, в фундаменте имеет форму христианского креста, положенного подножием к западу. Входом к подножию служит «колокольня» с очень высоким, зрительно облегчающим её, шпилем. В основании шпиля с четырёх сторон встроены циферблаты башенных часов — с золочёной римской цифирью на тёмно-синем фоне.
Окружённая лишь пространством парка, свободного от посторонних построек, церковь Христа в Тернем-Грине сильно выигрывает, привлекая невольное внимание идущих и едущих по Чизик Хай Роуд благородным видом уединённого возношения.

### Мемориал воинам 1914—1919
За церковью, в самом восточном углу парка, в 1922 году общиной Чизика был воздвигнут мемориальный обелиск — в память о жителях округа, павших на полях сражений Первой мировой. Украшенный одиноким венком славы, обелиск установлен на гранитном основании, возложенном на символический курган; к основанию вели шесть ступеней. Курган был обсажен тисом и обнесён оградой. Позднее, мемориал стал восприниматься как общевоинский памятник, — родственники погибших солдат и ветераны Второй мировой, как и других военных конфликтов, также приходят сюда, чтобы помянуть павших, и приводят своих детей.
Первоначальная ограда обелиска не сохранилась, а тис так разросся, что стал заслонять мемориал. В январе 2013 года, в преддверии столетней годовщины с начала Первой мировой, в общине Чизика подняли вопрос о переустройстве мемориального комплекса, — критики утверждали, что старомодная композиция не отвечает ни вкусам современности, ни духу парка. Вопрос оказался весьма щекотливым и взволновал общественное мнение района, — у реконструкции обнаружилось столько же сторонников, сколько и противников, и решение поднялось на уровень Совета боро Хаунслоу.

### Прочие сведения о парке
По периметру парк обсажен липами ещё во время строительства храма. Лип здесь больше всего, на втором месте следует ясень. После Второй мировой войны вдоль северо-западной дорожки посадили черешни. Дорожка вела к небольшому пруду, выкопанному в 1873 году. В 1948 году пруд был засыпан. Позже на его месте появился альпинарий, — «гавань для местных жителей, живущих слишком близко к шумной и суетливой Чизик Хай Роуд», — по выражению местной газеты. Среди интересных деревьев, растущих в парке в единственном экземпляре — кипарисовик, падуб, бобовник, липа черешчатая, боярышник сливолистный.
На территории парка отмечаются церковные праздники, проводятся мероприятия общины, благотворительные ярмарки, ярмарки-аттракционы.
Текущие ежегодные расходы на содержание парка составляют от ≈ £1 000 до £85 000.
Ближайшая к парку станция метро это не одноимённая «Тернем-Грин», как было бы логично, а следующая за ней станция «Чизик-парк». Добраться к парку можно и на автобусе, маршрутами 267, 27, 237, 391, H91, 272 and 440. Когда-то парк Тернем-Грин был конечной остановкой некоторых из них, но в 2012 году все подобные маршруты продлены дальше — на запад.